# Comú de Particulars (la Pobla de Segur)
El Comú de Particulars és una obra racionalista de la Pobla de Segur (Pallars Jussà) inclosa a l'Inventari del Patrimoni Arquitectònic de Catalunya construïda el 1982 i renovada el 2012.
L’edifici serveix de seu de la institució homònima, que va néixer el 1822 com un intent veïnal d’assegurar un accés públic i barat a un molí de farina, i que actualment desenvolupa funcions culturals.

## Història
Al llarg del segle XIX, els ducs de Cardona, i, després, la família Puigserver, com a representants de la petita noblesa local, controlaven l’únic molí de blat autorizat (de privativa) de La Pobla de Segur, cobrant per l'ús del qual un peatge. El 1822, els drets sobre aquest, així com sobre l'aigua del Flamisell que el nodria, havien recaigut sobre els Llorens, el cap de família de la qual ocupava el càrrec de ministre de la Corona de Castella.
Amb l’arribada del Trienni Liberal, els veïns dels pobles propers van començar a organitzar-se per reclamar els seus drets i exigir l’ús dels recursos comunals, incloent els molins dels senyors feudals. No obstant això, a La Pobla la resposta va ser diferent: en lloc de sol·licitar l’ús del molí senyorial, els veïns van decidir, el 1834, construir-ne un de nou. Per a això, van fundar una associació "Comú" entre particulars, d'on prové el nom de l'edifici.
La construcció d'un nou molí va ser rebutjada per la família Llorens, qui mantenia encara els drets (de privativa) sobre aquest; després de diversos litigis, en 1824 es va ordenar la clausura judicial del molí, però els veïns van continuar usant-lo, amb l'ajuntament arribant a instaurar multes a qui usés el del Llorens. Per a solucionar la situació, l'Ajuntament va acceptar cedir la propietat del molí a la Reial Hisenda, pagant un cànon pel seu ús.
Com a resultat, el molí del senyor va quedar en desús, sent posteriorment adquirit pel Comú, que va aconseguir així el monopoli dels drets de molatge del blat a la localitat, mantenint-los fins i tot després de la restauració.
Al llarg del segle XX, amb l’arribada de les empreses d’energia hidroelèctrica, la importància del molí tradicional va disminuir. En conseqüència, l’associació que gestionava el molí es va reconfigurar, fusionant-se el 1922 amb l’antic Patronat de la Biblioteca per convertir-se en una entitat cultural i filantròpica dedicada a promoure exposicions artístiques i a divulgar la història del molí. En els seus estatuts, figura que la seva finalitat és "contribuir al desenvolupament i foment de la beneficència, instrucció, sanejament i embellecimiento de la vila, excloent totalment la idea i possibilitat de lucre individual".

## Descripció
Els plànols són de l’arquitecte Enric Vilanova, que formava part del GATCPAC, i daten del 1935, encara que l’edifici no es va acabar fins al 1982.
Situat al costat d’un molí de farina, l’edifici es desenvolupa en tres plantes comunicades per una escala situada a l’angle. La coberta és plana i amb dues vessants. La façana té un ritme de forats senzills que perforen la pell del mur arrebossat. Als soterranis i baixos hi ha una exposició amb la maquinària de l’antic molí i al pis una sala d’actes, un petit museu i dos despatxos. Les línies de la façana segueixen el corrent racionalista de l’època.
L’any 2012 es va reformar la façana, canviant el seu color de groc fosc a blanc.